# Jan Stráský
Jan Stráský, né le 24 décembre 1940 à Pilsen (protectorat de Bohême-Moravie) et mort le 6 novembre 2019 à Štěrboholy (Tchéquie), est un homme politique tchécoslovaque puis tchèque, dernier Premier ministre de la Tchécoslovaquie en 1992.

## Biographie
Jan Stráský naît le 24 décembre 1940 à Plzeň.
Il étudie la philosophie et l'économie politique à l'université Charles de Prague. De 1958 à 1990, il travaille à la banque centrale de Tchécoslovaquie. De 1964 à 1969, il est membre du Parti communiste de Tchécoslovaquie. 
En 1991, il devient membre du Parti civique démocratique. À partir de 1992, il est député, ministre des transports (1993-1995) et ministre de la santé (1995-1996). Du 2 juillet au 31 décembre 1992, il occupe le poste de Premier ministre. Lorsque le président tchécoslovaque Václav Havel démissionne le 20 juillet 1992 en raison de son désaccord avec la dissolution de la Tchécoslovaquie, Stráský assume également certaines compétences présidentielles jusqu'à la dissolution officielle du pays à la fin de 1992. 
De 2001 à 2006, Stráský est le chef du gouvernement régional de la région de Bohême-du-Sud, après quoi il cesse la politique. De 2011 à 2012, il est directeur du parc national de Sumava.
Il meurt le 6 novembre 2019.